# Mohamed Masoud
Mohamed Masoud (* 11. Januar 1984) ist ein ägyptischer Gewichtheber.
Er war 2002 und 2003 Junioren-Weltmeister. 2004 nahm er an den Olympischen Spielen in Athen teil und erreichte im Superschwergewicht den elften Platz. Bei den Weltmeisterschaften 2005 wurde er Fünfter. 2008 gewann er bei den Afrikameisterschaften die Goldmedaille. Bei den Weltmeisterschaften 2009 wurde er erneut Fünfter und bei den Weltmeisterschaften 2010 Siebter. 2011 war Masoud bei der Universiade Erster. Allerdings wurde er bei der Dopingkontrolle positiv auf Methylhexanamin getestet, disqualifiziert und für zwei Jahre gesperrt. Nach seiner Sperre wurde er bei den Weltmeisterschaften 2013 Vierter. Bei den Weltmeisterschaften 2014 gewann er Bronze und bei den Afrikaspielen 2015 Gold.